# Padre Pio da Pietrelcina
Pour plus de détails, voir Fiche technique et Distribution.
Padre Pio da Pietrelcina est un téléfilm biographique italien diffusé en 1997, réalisé par Alberto Rondalli.

## Synopsis
Le film présente le parcours du jeune capucin, rentré tôt au monastère, et devenu une figure spirituelle marquante jusqu'à sa mort en 1968. En particulier, il portait les stigmates de la passion de Jésus. Nombreux sont les pèlerins qui sont venus à son confessionnal et il a fait construire des structures d'accueil et de soutien aux malades.

## Fiche technique
- Titre original italien : Padre Pio da Pietrelcina
- Réalisation : Alberto Rondalli
- Scénario : Alberto Rondalli, Marcello Siena
- Genre : biographique, religieux
- Production : Sire Produzioni srl, RaiTV[1], Medusa Video
- Photographie : Aldo Di Marcantonio
- Montage : Giulia Ciniselli, Alberto Rondalli
- Durée : 100 min
- Décors : Sabrina Balestra
- Costumes : Teresa Acone
- Pays de production :  Italie
- Langue originale : italien
- Première diffusion : 1997 sur Rai 1

## Distribution
Sauf indication contraire, les informations mentionnées dans cette section peuvent être confirmées par la base de données cinématographiques IMDb,  présente dans la section « Liens externes ».
- Antonio Buil Puejo : Padre Pio
- Renato Carpentieri : Padre Agostino
- Lucio Allocca (it) : Padre Benedetto
- Tonino Taiuti : Mercurio
- Tina Femiano (it) : mère
- Riccardo Zinna : Padre Paolino
- Achille Brugnini : Monsignore Maccari
- Almerica Schiavo : femme à la valise
- Luigi Cervetti : maire